# Annie M. G. Schmidt

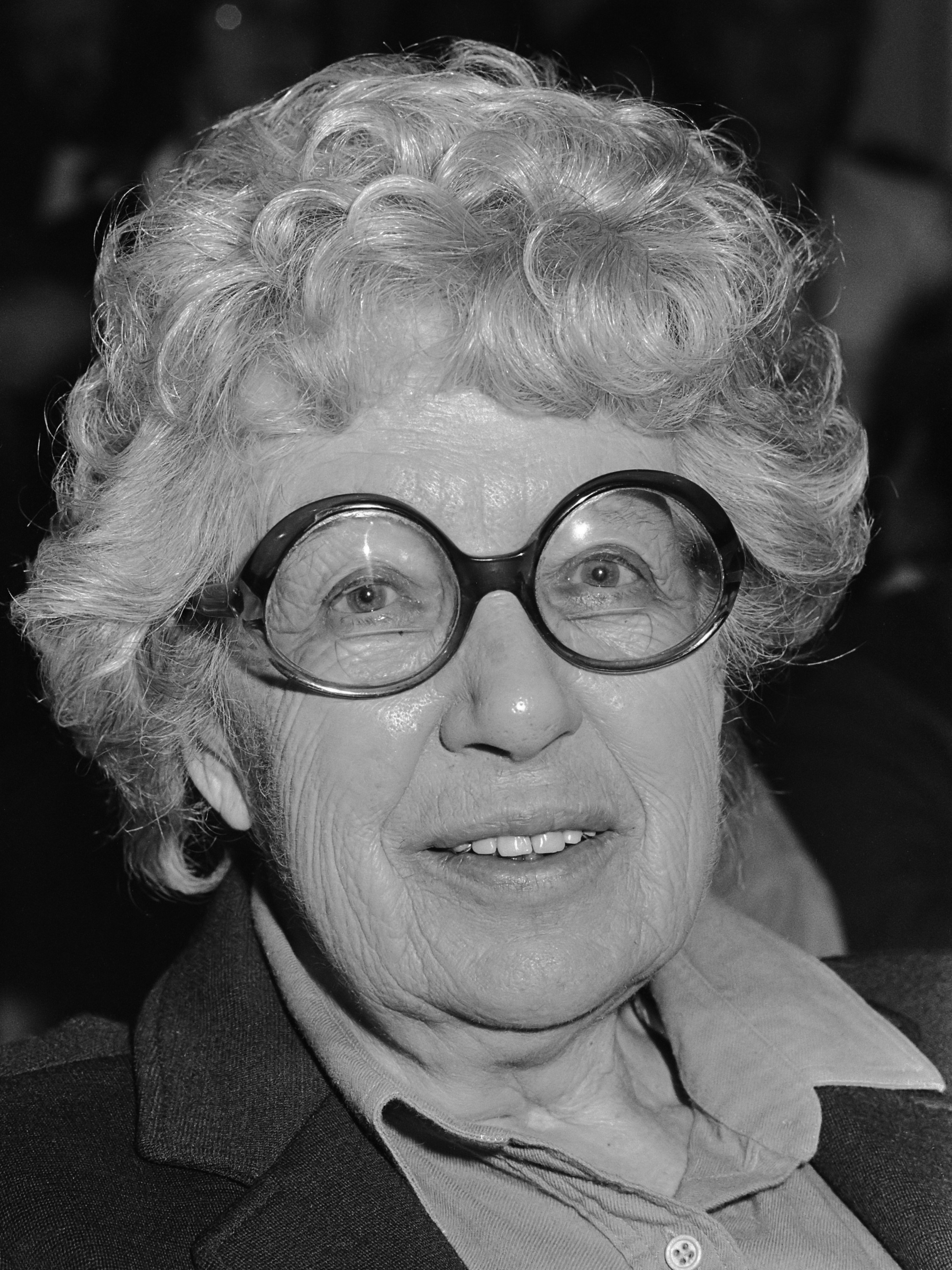
Annie M.G. Schmidt

Annie M. G. Schmidt (* 20. Mai 1911 in Kapelle als Anna Maria Geertruida Schmidt; † 21. Mai 1995 in Amsterdam) war eine niederländische Schriftstellerin und Journalistin. Sie gilt weltweit als eine der bekanntesten Kinderbuch-Autorinnen. Viele ihrer Werke wurden auch ins Deutsche übersetzt, so zum Beispiel Die geheimnisvolle Minusch, Heiner und Hanni, Hexen und so, Der fliegende Fahrstuhl und die Gedichtsammlung Ein Teich voll mit Tinte. Auch Wiplala ist in vielen Kinderzimmern zu finden.

## Leben
Schmidt wuchs in Kapelle (Zeeland) als Tochter eines Pastors auf. Sie hatte eine schwierige Kindheit als Pastorentochter in einer bäuerlich geprägten Umgebung. Von der Mutter wurde sie krankhaft behütet, da zwei Töchter vor ihr gestorben waren. Zum Vater hatte sie kaum Kontakt. Die Mutter lehrte Schmidt sehr früh lesen und schreiben und führte sie an die Literatur heran. Mit 14 Jahren schickte Schmidt erste Gedichte an den Dichter Willem Kloos, der sie ermutigte, weiter zu schreiben. Das Schreiben war für sie immer eine Flucht aus der als feindlich empfundenen Umgebung. Schmidt erlebte staunend die Einführung der Elektrizität, das erste Auto im Dorf und den Beginn des Mediums Film. Die zwanziger Jahre prägten sie tief mit dem Aufkommen der Frauenbewegung, der „echten sexuellen Revolution“. Von ihren Eltern gedrängt, studierte sie 1929 in Den Haag Rechtswissenschaften. 1930 ging sie für ein Jahr nach Deutschland als Aupair, um die deutsche Sprache zu lernen.
Erst danach begann sie ihren eigenen Weg als Bibliothekarin in Middelburg. Auf Anraten ihrer Mutter debütierte sie 1938 in der christlichen Zeitschrift „Opwaartse Wegen“ mit zwei Gedichten. Mit Beginn des Zweiten Weltkriegs wurde sie Bibliotheksleiterin in Vlissingen. Sie weigerte sich, das Schild „Für Juden verboten“ aufzuhängen, entfernte nicht die von den Nazis verbotenen Bücher und ließ auch keine NS-Zeitungen in den Lesesaal. Daraufhin wurde sie zum NS-Bürgermeister zitiert. Dieser setzte sie mit der Mitteilung unter Druck, ihren im NS-Gefängnis sitzenden Bruder freizulassen, wenn sie Propaganda für die Nazis machte. Darauf ging sie nicht ein.
Nach dem Krieg begann sie bei der Zeitung „Het Parool“ in Amsterdam zu arbeiten. Sie wurde in den Kreis von Journalisten, Intellektueller und Künstler aufgenommen und begann wieder, Gedichte und kleine Stücke zu schreiben. Während dieser Zeit wirkte Schmidt zusammen mit einigen ihrer Kollegen in der Kabarettgruppe De Inktvis mit. Über eine Kontaktanzeige lernte sie ihren Mann Dick van Duijn kennen. 1950 erschien ihr erstes Kinderbuch „Het Fluitketeltje“. Danach folgte ein wahrer Strom an Veröffentlichungen: Gedichte, Erzählungen, Kolumnen, Kinderbücher, Hörspielserien, Kabarettstücke, Fernsehserien, Theaterstücke und Musicals. In dieser Zeit schrieb sie für einen Radiosender die erste niederländische Soap „De familie Doorsnee“, die ihr nationale Bekanntheit brachte. Sie ließ in dieser Soap zum ersten Mal in der Geschichte der niederländischen Medien mit dem Verkäufer Fred einen Homosexuellen auftreten.
Gegen Ende der 1950er Jahre war Schmidt die bekannteste Kinderbuchautorin der Niederlande. 1957 wurde „Wiplala“ das „Kinderbuch des Jahres“. Mit „Pension Hommeles“ betrat sie ein neues Medium, die Fernsehserie. Mit dem Komponisten Harry Bannink arbeitete sie zusammen und gemeinsam schrieben sie das erste niederländische Musical „Heerlijk duurt het langst“. In dieser Zeit vernachlässigte sie nie das Schreiben von Kinderbüchern. Aus ihrer engen Freundschaft mit der Grafikerin Fiep Westendorp entstanden die Illustrationen für all ihre Heiner und Hanni-Bücher.
Ende der 1960er Jahre zog sie mit ihrem Ehemann, der seinen Betrieb verkauft hatte, nach Südfrankreich. 1981 starb dieser nach langjährigen Depressionen. Schmidt ging zurück nach Amsterdam, wo sie das Augenlicht fast gänzlich verlor. 1987 bekam sie den Constantijn-Huygens-Preis, ein Jahr später den „Hans-Christian-Andersen-Preis“, der auch der Nobelpreis der Jugendliteratur genannt wird. Er wurde ihr von Astrid Lindgren überreicht. Annie M. G. Schmidt beging in der Nacht nach ihrem 84. Geburtstag, am 21. Mai 1995, Suizid. Ihr Grab befindet sich auf dem Friedhof Zorgvlied in Amsterdam.

## Werke
1. Het fluitketeltje en andere versjes, 1950
2. Dit is de spin Sebastiaan, 1951
3. Het schaap Veronica, 1951
4. Veertien uilen, 1952
5. Cabaretliedjes, 1952
6. De toren van Bemmelekom, 1953
7. Jip en Janneke, 1953
8. Kom, zei het schaap Veronica, 1953
9. Abeltje, 1953
(deutsch: Der fliegende Fahrstuhl), ISBN 3-7891-1995-4
10. De lapjeskat, 1954
11. De groeten van Jip en Janneke, 1954
12. Ik ben lekker stout, 1955
13. De A van Abeltje, 1955 
(deutsch: Die Entführung aus der Kiste)
14. Hop maar Jip en Janneke, 1955
15. Daar gaan Jip en Janneke, 1956
16. Op visite bij de reus, 1956
17. Een zoentje van Jip en Janneke, 1957
18. Wiplala, 1957
(deutsch: Wiplala), ISBN 3-596-80020-X (2014 als Der wunderbare Wiplala verfilmt)
19. De graaf van Weet-ik-veel, 1957
20. Goed zo, Jip en Janneke, 1958
21. Het beertje Pippeloentje, 1958
(deutsch: Pippelu, der kleine Bär), ISBN 3-7876-9527-3
22. Drie stouterdjes in de sneeuw, 1958
23. Drie stouterdjes gaan verven, 1958
24. Drie stouterdjes maken muziek, 1958
25. Drie stouterdjes uit vissen, 1958
26. Drie stouterdjes in de storm, 1958
27. Drie stouterdjes en de groentewagen, 1958
28. Drie stouterdjes gaan voetballen, 1958
29. Drie stouterdjes gaan snoepen, 1958
30. Drie stouterdjes en een pop, 1958
31. Pas op, Jip en Janneke, 1959
32. Iedereen heeft een staart, 1959
33. Prélientje en de brandweer, 1959
34. Prélientje op de oceaan, 1959
35. Prélientje in de bergen, 1959
36. Prélientje wordt verkeersagent, 1959
37. Prélientje in de dierentuin, 1959
38. Prélientje is de dokter, 1959
39. Prélientje is chauffeur, 1959
40. Prélientje en de leeuwen, 1959
41. Prélientje wint de wedstrijd, 1959
42. Eventjes lachen, Jip en Janneke, 1960
43. Het hele schaap Veronica, 1960
44. Dag, meneer de kruidenier, 1960
45. Tijs en Lapje, 1960
46. Woelewippie onderweg, 1960
47. Dikkertje Dap : en een heleboel andere versjes, 1961
48. Ibbeltje : de duif van de directrice, 1961
49. Ibbeltje : vis, 1961
50. De wim-wam reus : en andere liedjes voor de jeugd, 1961
51. Wiplala weer, 1962
(deutsch: Wiplala kommt wieder)
52. Jip en Janneke; eerste boek, 1963
53. Pluis en Poezeltje, 1963
54. Pluis en Poezeltje en de bijen, 1963
55. Pluis en Poezeltje op straat, 1963
56. Pluis en Poezeltje uit winkelen , 1963
57. Pluis en Poezeltje op school, 1963
58. Pluis en Poezeltje zijn ziek, 1963
59. Jip en Janneke; tweede boek, 1964
60. Jip en Janneke; derde boek, 1964
61. Spiegeltje rondreis, 1964
62. Jip en Janneke; vierde boek, 1964
63. Vingertje Lik : en een heleboel andere versjes, 1964
64. Heksen en zo : sprookjes, 1964
(deutsch: Hexen und so. neu: Von Hexen, Riesen und so weiter). ISBN 3-938899-04-2
65. Jip en Janneke; vijfde boek, 1965
66. Kroezebetje, 1966
deutsch: Lockenliese
67. De trapeze : een reeks originele verhalen en gedichten voor de lagere school; deel 2, 1966
68. Het gedeukte fluitketeltje : waarin opgenomen De graaf van Weet-ik-veel, 1966
69. Ja zuster, nee zuster, 1967
70. Het beest met de achternaam : een keuze uit wat Annie M.G. Schmidt voor kinderen schreef, 1968
71. Tante is jarig, 1968
72. Opgesloten, 1968
73. Schuim, 1968
74. Allemaal kaal, 1968
75. Floddertje en de bruid, 1968
76. Moeder is ziek, 1968
77. Wiplala ; Wiplala weer, 1969, 
(deutsch: Lass das Zaubern, Wiplala!) ISBN 3-473-39210-3
78. Ja zuster, nee zuster; 2e boek : televisieavonturen uit Rusthuis Klivia : bij wijze van herinnering naverteld, 1969.
79. Minoes, 1970 
(deutsch: Die geheimnisvolle Minusch, 2001 verfilmt), ISBN 3-423-70946-4.
80. Pluk van de Petteflet, 1971 
(deutsch: Pluck mit dem Kranwagen), Oetinger, Hamburg 1973, ISBN 3-7891-2296-3.
81. Waaidorp 1 : hoog en laag, 1972
82. Waaidorp 2 : de tunnel, 1973
83. Floddertje, 1973
84. Het fornuis moet weg!, 1974
85. Waaidorp 3 : de bril van opa, 1974
86. Waaidorp 4 : het lege huis, 1974
87. Jip en Janneke, 1977
88. Waaidorp 5 : troep op de stoep, 1977
89. Waaidorp 6 : met de eend naar zee, 1977
90. Tom Tippelaar, 1977
91. Waaidorp; deel 1, 1979
92. Waaidorp 7 : de sjaal, 1979
93. Otje, 1980
(deutsch: Otje und ihr Papa Toss), ISBN 3-7891-2297-1
94. Waaidorp 8 : omdat de kraan liep, 1980
95. Waaidorp; deel 2, 1981
96. Een visje bij de thee : drieëntwintig verhalen en achtenzestig versjes uit eenentwintig boeken, 1983
97. Foto maken, 1985
98. Ziezo : de 347 kinderversjes , 1987
99. De uilebril, 1988
100. Tante Patent, 1988
101. Uit met juffrouw Knoops, 1989
102. Jorrie en Snorrie, 1990
103. De versjes uit: Dit is de spin Sebastiaan, 1992
104. Beestenboel, 1995 
(deutsch: Lauter nette Tiere), ISBN 3-7876-9524-9
105. Ibbeltje, 1996
106. Omdat de kraan liep, 1996
107. De sjaal, 1997
108. Misschien wel echt gebeurd : de drieënveertig sprookjes en verhalen, 1997
109. Er is er één jarig…, 1998
110. Abeltje en de A van Abeltje, 1998
111. De Poedelman, 1998
112. Kaapse raasdonders : het Annie M.G. Schmidt kookboek, 1999
113. Als vogeltjes gaan slapen…, 2000
114. Ik wil alles wat niet mag, 2002
115. Iedereen heeft een staart, 2002
116. Een vijver vol inkt, 2011 
(deutsch: Ein Teich voll mit Tinte, 2016)
117. Schwarze Liese (Original Zwartbessie), 2024

## Theater
- Heerlijk duurt het langst (Musical, 1965)
- Met man en muis (Musical, 1969)
- En nu naar bed (Musical, 1971)
- Wat een planeet (Musical, 1973)
- Foxtrot (Musical, 1977)
- Er valt een traan op de tompoes (Schauspiel, 1980)
- Madam (Musical, 1981)
- De dader heeft het gedaan (Musical, 1983)
- Ping ping (Musical, 1984)

## Preise und Auszeichnungen
- 1957 – Het Beste Kinderboek für Wiplala
- 1964 – Staatsprijs voor kinder- en jeugdliteratuur für das Gesamtwerk
- 1967 – Gouden Harp, für ihre Bedeutung in der niederländischen Musik
- 1971 – Zilveren Griffel für Minoes
- 1972 – Zilveren Griffel für Pluk van de Petteflet
- 1974 – Edmond Hustinxprijs für ihr gesamtes Theaterwerk
- 1981 – Gouden Griffel für Otje
- 1981 – Cestoda-prijs
- 1987 – Constantijn Huygensprijs (deutscher Artikel) für ihr Gesamtwerk
- 1988 – Hans Christian Andersen-Preis
- 1988 – Publieksprijs voor het Nederlandse Boek für ihre Gedichte und Verse
- 1991 – Publieksprijs voor het Nederlandse Boek für ihre Kinder- und Jugendbücher
- 1996 – Venz-Kinderboekenprijs für Beestenboel
- 2005 – Prijs van de Nederlandse Kinderjury (6-9 jaar) für Pluk redt de dieren
- 2008 – John Kraaijkamp Musical Award für ihr Gesamtwerk

Nach ihr ist der Annie M.G. Schmidt-prijs benannt, eine niederländische Auszeichnung für das beste Kabarettlied.